# All for Peggy
All for Peggy er en amerikansk stumfilm i sort-hvid fra 1915 instrueret af Clem Easton med Lon Chaney. Filmen anses i dag som tabt.

## Medvirkende
- Pauline Bush – Peggy Baldwin
- Lon Chaney – Seth Baldwin
- William C. Dowlan – Will Brandon
- Anna Thompson – Mrs. Brandon
- T. D. Crittenden – James Brandon
- Harry Gleizer – Ted Baldwin